# 土岐インターチェンジ
土岐インターチェンジ（ときインターチェンジ）は、岐阜県土岐市泉町定林寺、泉町大富にある中央自動車道のインターチェンジである。

## 道路
- E19 中央自動車道（30番）

## 接続する路線
- 国道21号 （直結）
  - 国道19号 土岐バイパス

## 料金所
- ブース数：2

### 入口
- ブース数：0
  - ETC専用：1　
  - 混在：1

### 出口
- ブース数：2　
  - ETC専用：1　
  - 混在：1

## 周辺
- JR東海 中央本線 土岐市駅
- 道の駅志野・織部
- 土岐美濃焼卸商業団地
- 独立行政法人高齢・障害・求職者雇用支援機構岐阜支部 岐阜職業能力開発促進センター
- 核燃料サイクル開発機構　東濃地科学センター
- （株）日本無重量総合研究所無重量研究センター
- 土岐プレミアム・アウトレット
- テラスゲート土岐
- イオンモール土岐
- 道の駅土岐美濃焼街道「どんぶり会館」
- 陶史の森
- 土岐市立陶磁器試験場「セラテクノ土岐」
- 織部の里公園
  - 土岐市美濃陶磁歴史館
- 美濃陶芸村
  - 美濃焼伝統産業会館
- 若人の丘
  - 土岐少年自然の家
  - 土岐市青年の家
- 土岐市産業文化振興センター・セラトピア土岐
- 土岐市役所
- 土岐市文化プラザ
- 鬼岩温泉（瑞浪市）

## 土岐バスストップ
- 土岐バスストップは、土岐インターチェンジに併設されている中央自動車道のバス停留所である。出入口の料金所の間にある。

### 停車する路線
- 中央道高速バス
  - 飯田・昼神温泉・栄・名古屋線（各停）
瑞浪天徳BS - 土岐BS - 多治見BS

### バス停へのアクセス
- 土岐市駅から土岐市民バス美濃焼団地線、河合線で泉東窯町3停留所から徒歩10分。

## 隣
E19 中央自動車道
(29)瑞浪IC - (30)土岐IC/BS - (30-1)土岐JCT - 虎渓山PA（上り線のみ） - (31)多治見IC/BS